# Chen Xiaodong
Chen Xiaodong (en chino: 陈晓冬; Shanghái, 11 de enero de 1988) es una deportista china que compitió en esgrima, especialista en la modalidad de sable. Ganó una medalla de bronce en el Campeonato Mundial de Esgrima de 2009, en la prueba por equipos.

## Palmarés internacional
| Campeonato Mundial | Campeonato Mundial | Campeonato Mundial | Campeonato Mundial |
| Año                | Lugar              | Medalla            | Prueba             |
| ------------------ | ------------------ | ------------------ | ------------------ |
| 2009               | Antalya (Turquía)  | Medalla de bronce  | Sable por equipos  |